# Santuario 4ta. Sección
Santuario 4ta. Sección är en ort i Mexiko.   Den ligger i kommunen Cárdenas och delstaten Tabasco, i den sydöstra delen av landet, 600 km öster om huvudstaden Mexico City. Santuario 4ta. Sección ligger 8 meter över havet och antalet invånare är 252.
Terrängen runt Santuario 4ta. Sección är mycket platt. Runt Santuario 4ta. Sección är det ganska tätbefolkat, med 129 invånare per kvadratkilometer. Närmaste större samhälle är Encrucijada 3ra. Sección, 2,5 km öster om Santuario 4ta. Sección. Trakten runt Santuario 4ta. Sección består till största delen av jordbruksmark.